# Undy Athletic Football Club
El Undy Athletic Football Club es un club de fútbol de Gales, con sede en Undy. Fue fundado en 1947 y compite en la Ardal SE League, tercera categoría del fútbol galés.

## Historia
Fue fundado en 1947 jugando a nivel local en liga regional ganando la Argus Cup 3 veces en 15 años. El club se disolvió en 1962 por problemas financieros y fue refundado en 1970 habiendo logrado su promoción a la segunda categoría en 2011.

## Palmarés

### Torneos nacionales
- Cuarta División de Gales (1): 2011-12